# Prosaptia seramensis
Prosaptia seramensis är en stensöteväxtart som beskrevs av Barbara S. Parris. Prosaptia seramensis ingår i släktet Prosaptia och familjen Polypodiaceae. Inga underarter finns listade.